# Pak Kret
Pak Kret (taj. ปากเกร็ด) – miasto w południowej Tajlandii, w prowincji Nonthaburi. W 2019 roku liczyło ok. 190 tys. mieszkańców.